# Bataille de reines
 (juillet 2017).
Si vous disposez d'ouvrages ou d'articles de référence ou si vous connaissez des sites web de qualité traitant du thème abordé ici, merci de compléter l'article en donnant les références utiles à sa vérifiabilité et en les liant à la section « Notes et références ».
Ne doit pas être confondu avec Combat de reines.
Pour les articles homonymes, voir Reine.
La Bataille de reines (en patois valdôtain La bataille de vatse) sont des combats entre plusieurs vaches de la race valdostaine pie noire se déroulant en Vallée d'Aoste en Italie. Il s'agit de combats entre vaches gravides pour élire la Reina di corne, la « Reine des cornes » en patois valdôtain. En Valais, où cette pratique est particulièrement développée, on parle de combat de reines. 

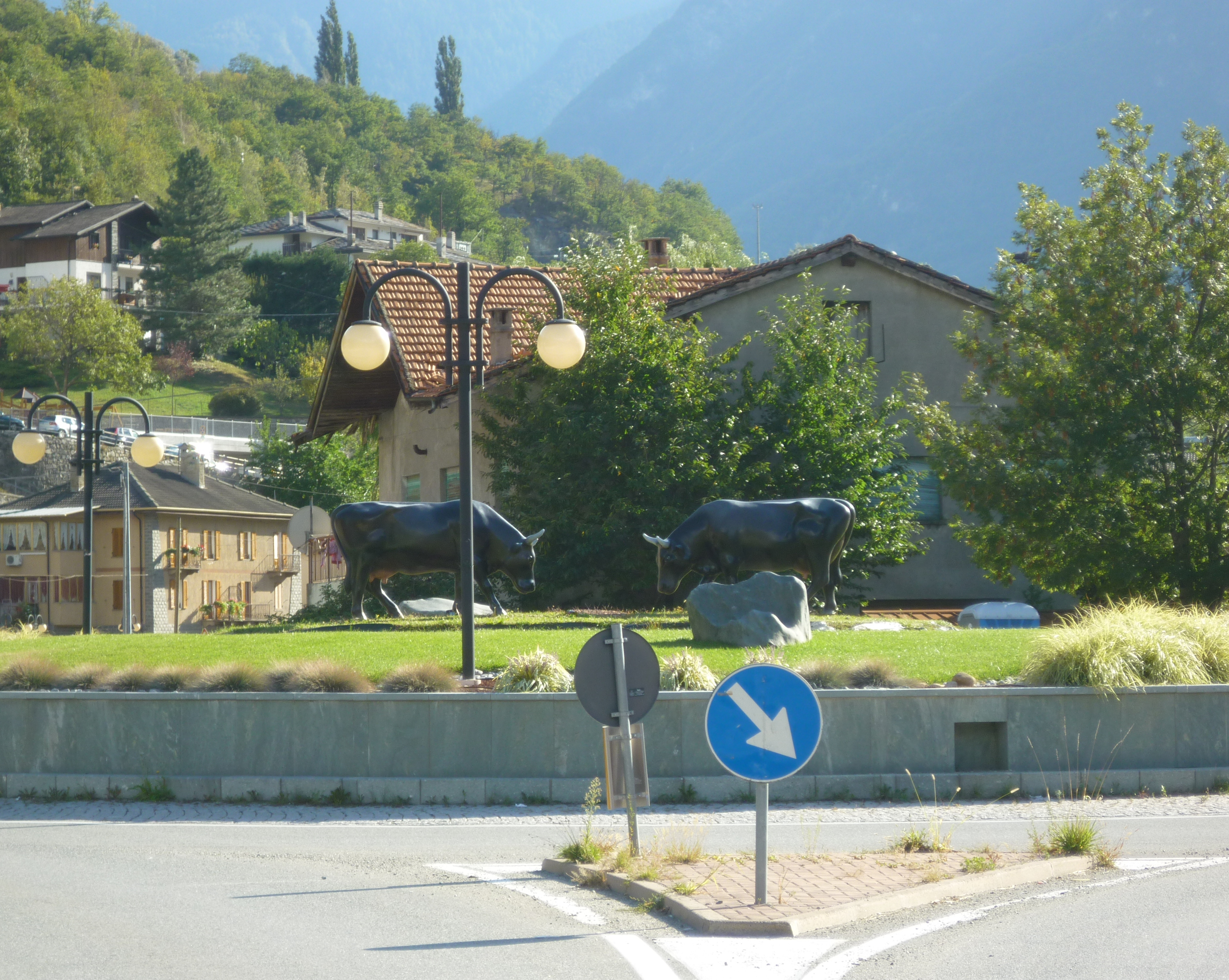
Giratoire à Montjovet, avec des sculptures dédiées à la bataille de reines

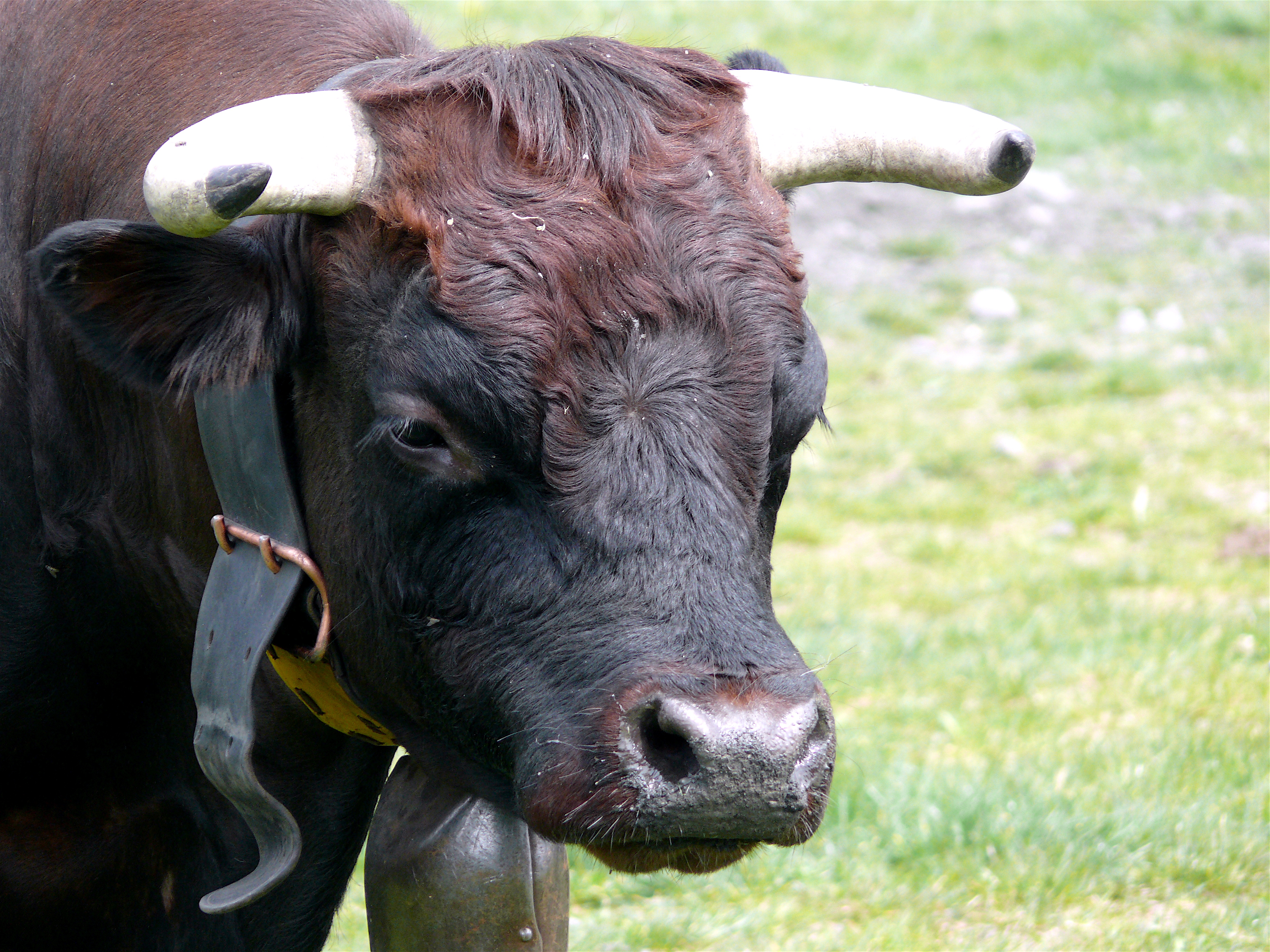
Premier plan d'une valdostaine pie noire lors d'une bataille.

La première édition du combat final a eu lieu au stade Puchoz à Aoste, tandis qu'aujourd'hui il se dispute dans l'arène de la Croix-Noire, à Saint-Christophe.
L'organisation est cofinancée par l'administration régionale depuis 1958.

## Organisation

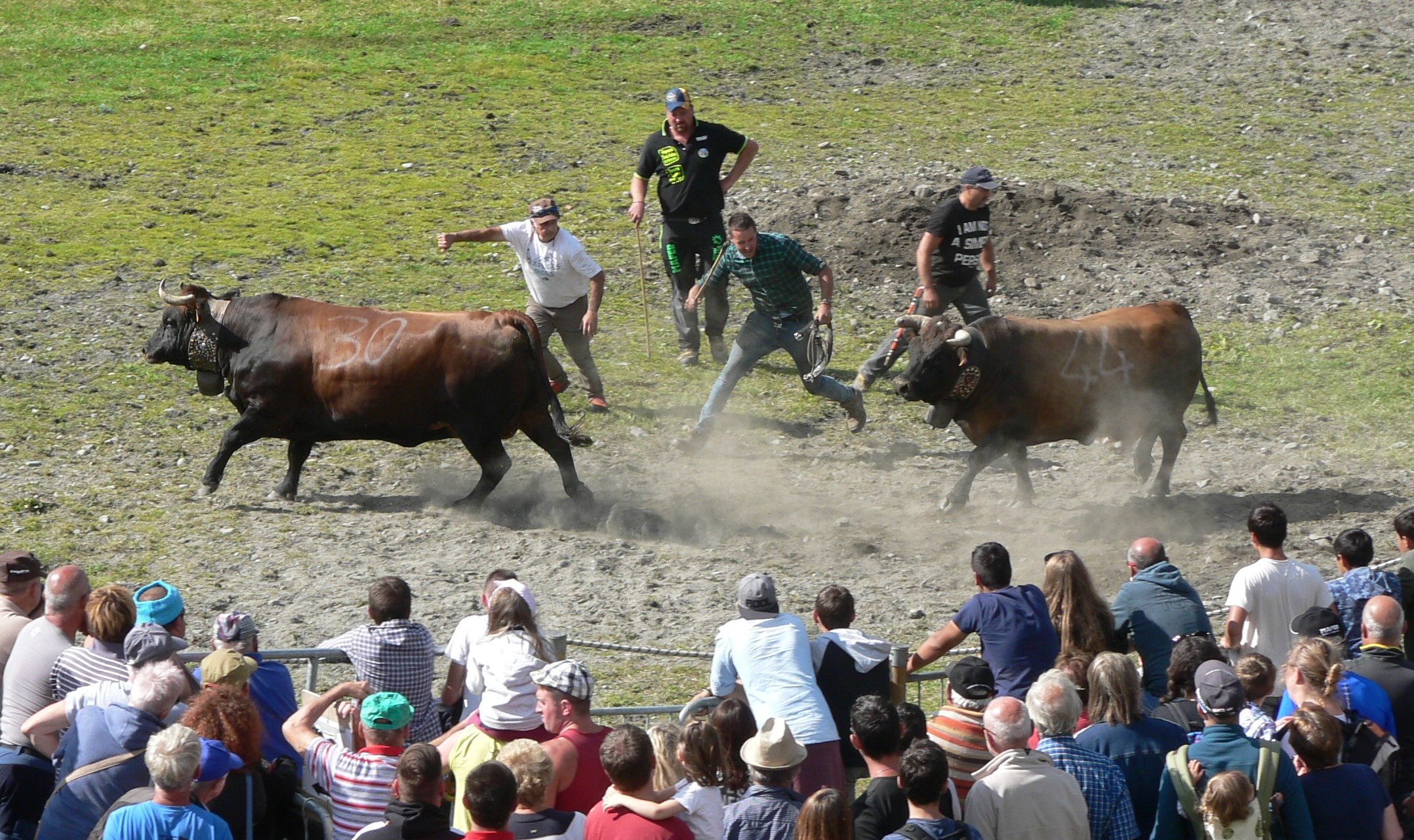
Moment final de la bataille de reines au col du Petit-Saint-Bernard en 2018.

La première bataille organisée a eu lieu à la Combe de Vertosan, située entre La Salle et Avise. 
Dans la matinée, les vaches sont pesées et divisées en catégories sur la base de leur poids :
- Première catégorie : à partir de 571 kg
- Deuxième catégorie : de 521 à 570 kg
- Troisième catégorie : jusqu'à 520 kg

Lors des batailles hivernales, le poids augmente de 10 kg. Lors des 3 dernières batailles, de 10 ou 20 kg. Lors de la finale, de 10 ou 20 kg
Après cela, les accouplements pour les batailles sont tirés au sort. On procède par élimination directe jusqu'à la vache gagnante, dénommée « Rèina ».
Voici la liste des localités sièges des batailles.
- Printemps:
  - Montjovet, alterné avec Pont-Saint-Martin
  - Sarre
  - Aymavilles
  - Verrayes
  - Fénis, alterné avec Quart
  - Issime, alterné avec Challand-Saint-Victor
  - La Salle
  - Valpelline
- Été:
  - Étroubles
  - Vertosan (Saint-Nicolas)
  - Valtournenche
  - Aoste
  - Col du Petit-Saint-Bernard
  - Doues - Ollomont
  - Brusson
- Automne:
  - Valgrisenche
  - Nus
  - Cogne
  - Brissogne
  - Antey-Saint-André
  - Charvensod
- Combat final à l'arène de la Croix-Noire.

## Palmarès des Reines

### 2014
- 1re catégorie : Céres des frères Cunéaz de Valpelline ;
- 2e catégorie : Jardin de Jean-Antoine Maquignaz de Valtournenche ;
- 3e catégorie : Baronne de Michel Bionaz de Brissogne.

### 2015
- 1re catégorie : Fleurette de Gildo Bonin de Gressan ;
- 2e catégorie : Jardin de Jean-Antoine Maquignaz de Valtournenche ;
- 3e catégorie : Baronne de Michel Bionaz de Brissogne.

### 2016
- 1re catégorie : Guerra d'Édy Bignon ;
- 2e catégorie : Cibèle des frères Viérin ;
- 3e catégorie : Zara d'Ezio Chabloz.

### 2017
- 1re catégorie : Moureun de Gildo Vallet ;
- 2e catégorie : Jardin de Jean-Antoine Maquignaz de Valtournenche ;
- 3e catégorie : Canaille d'Alex Cerise.

### 2018
- 1re catégorie : Strega d'Édy Bignon ;
- 2e catégorie : Brunie des frères Quendoz ;
- 3e catégorie : Baronne de Michel Bionaz de Brissogne.

### 2019
- 1re catégorie : Bronne de Gildo Bonin de Gressan ;
- 2e catégorie : Brunie des frères Quendoz ;
- 3e catégorie : Couronne d'Édy Gontier.

## Labatailledans la poésie locale
La première bataille a lieu dans la Combe de Vertosan, une cuvette entre Avise et La Salle célébrée par le félibre du patois valdôtain Jean-Baptiste Cerlogne dans son poème La bataille di vatse à Vertosan. 
« Bientou se sent lo flà di violette neissente, - Bientôt on aperçoit la senteur des violettes qui viennent de pousser,

Qu'imboumon l'air frëque de Vertozan: - Qui remplit l'air frais à Vertosan :

Bientou dze sento dzà que le béque pouegnente - J'entends bientôt les sommets aigus

Repondon a bë-tor, i sublo di s-arpian. - Qui répondent à tour de rôle aux cris des arpians.

Pe le prà, tseut in fleur, qu'un eigue pura arrouse - Sur les prés en fleur, que l'eau pure arrose

Dèsot l'erba catsà tsante lo greseillon - Sous l'herbe caché chante la cigale

Di boueisson i sapin lo rossegnon se pouse, - Des buissons aux sapins le rossignol se pose,

Et regale i passen se pi belle tsanson. - Et font cadeaux aux gens qui passent de leurs plus belles chansons.

De llioen se veit qu'i Breuil embouon leur vatse pleine, - De loin on voit qu'au Breuil les vaches pleines qui rentrent à l'étable,

Que bedzolàvon dzà, senten lo tsaat di dzor ; - Qui courent déjà en sentant la chaleur du jour ;

Dze traverso lo plan, yaou dzouëre se promeine, - Je traverse le champ où la Doire se promène,

Et que partadze in baillen de détor » - Et que divise par ses anses.